# Mario Brook
Mario Carlos Brook (San Justo, Córdoba, 27 de abril de 1944-9 de diciembre de 1997) fue un político perteneciente a la Unión Cívica Radical que se desempeño como senador provincial y diputado nacional.

## Biografía
Mario Brook nació el 27 de abril de 1944. Perteneció dentro de la UCR a la Línea Córdoba fue un hombre leal a Eduardo Angeloz.
Mario Brook fue electo senador provincial por su departamento San Justo en las Elecciones provinciales de Córdoba de 1983 para el periodo 1983-1985 y fue reelecto para el periodo 1985-1989, luego de seis años como senador provincial fue electo como diputado nacional  por Córdoba en las Elecciones legislativas de Argentina de 1989 y ya en 1991 lo eligieron como vicepresidente segundo de la cámara de diputados de la nación hasta 1993 cuando vuelve a la cámara de senadores provinciales de córdoba donde en 1994 es elegido presidente provisional de la cámara hasta el 12 de julio de 1995 cuando Angeloz deja la gobernación.
Era conocido como "el hombre fuerte" del Departamento San Justo ya que nunca perdió una interna partidaria ni ninguna elección dónde se presentó.
Fallece el 9 de diciembre de 1997 por cáncer.